# Kanton Bagnolet
Kanton Bagnolet is een kanton van het Franse departement Seine-Saint-Denis. Het kanton maakt deel uit van het arrondissement Bobigny.

## Geschiedenis
Tot 22 maart 2015 omvatte het kanton uitsluitend de gemeente Bagnolet. Op die dag werden de aangrenzende kantons Les Lilas en Romainville opgeheven en werden de gemeenten met dezelfde namen opgenomen in het kanton Bagnolet. 

## Gemeenten
Het kanton Bagnolet omvat de volgende gemeenten:
- Bagnolet
- Les Lilas
- Romainville